# Ixodes vestitus
Ixodes vestitus  (лат.) — вид клещей рода Ixodes из семейства Ixodidae. Эндемик Австралии. Паразитируют на сумчатых млекопитающих (сумчатый муравьед). Вид был впервые описан в 1908 году французским зоологом Луи Жоржем Неманном (Louis Georges Neumann, 1846—1930).

## Распространение
Австралия: Западная Австралия.